# Cephalodella dorseyi
Cephalodella dorseyi är en hjuldjursart som beskrevs av Myers 1924. Cephalodella dorseyi ingår i släktet Cephalodella och familjen Notommatidae. Inga underarter finns listade i Catalogue of Life.